# SN 1999by
SN 1999by – supernowa typu Ia-pec odkryta 10 maja 1999 roku w galaktyce NGC 2841. Jej maksymalna jasność wynosiła 13,66m.